# Max Mariola

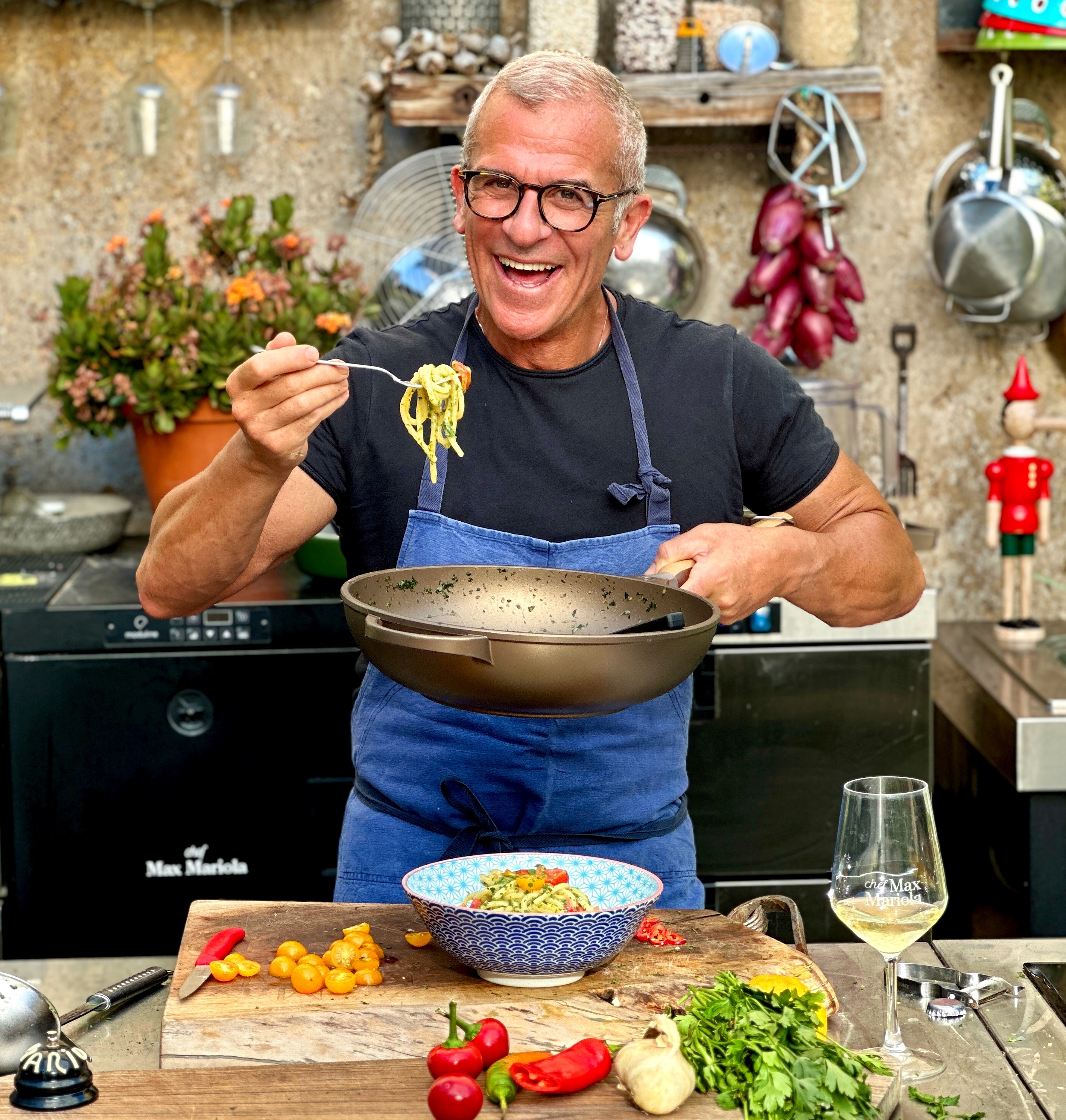
Chef Max Mariola

Massimiliano Mariola, detto Max (Roma, 11 aprile 1969), è un cuoco, conduttore televisivo e youtuber italiano, volto di Gambero Rosso Channel, canale satellitare di Sky.

## Biografia
Nato a Roma, alla Garbatella, e cresciuto a Nettuno, prende dalla madre Fiorella la passione per la cucina. Iscritto alla Scuola d'arte di Anzio, negli anni ottanta la abbandona per affiancare il padre Mario nell'antica bottega artigiana Vestri, di proprietà della famiglia. Negli anni novanta, a seguito dell'improvvisa scomparsa del padre, lascia la bottega per diventare chef e inizia la sua attività presso "Il Castagnone" di Genzano di Roma, gestito da Attilio Renzo Gabbarini. Nello stesso periodo frequenta la scuola serale "A tavola con lo chef", presso la quale si diploma nel 1993. Fra i docenti c'è la chef Laura Ravaioli, di cui diventa assistente nel 1999 per Gambero Rosso Channel. Nel 2001 gli viene affidato il suo primo programma, la rubrica Cucine d'Italia, in cui ospita cuochi italiani di ogni provenienza, dall'osteria al ristorante stellato.
Durante una delle trasmissioni cui prende parte, Max Mariola conosce il suo maestro, lo chef Fulvio Pierangelini, titolare del ristorante due stelle Michelin "Il Gambero rosso" di San Vincenzo, definitivamente chiuso nel 2012. Max Mariola affianca costantemente Pierangelini dal 2000 al 2009. Nei medesimi anni Max Mariola lavora per le principali realtà gastronomiche, diventando docente del master in Management della Ristorazione della Business School del Sole 24 ore, collaborando con ristoranti stellati e grandi catene alberghiere e svolgendo consulenze per numerose aziende del settore, fra cui gli alberghi della catena Boscolo (in Italia e in Europa), AIA e Gruppo Veronesi. Mariola ha inoltre ricoperto il ruolo di chef de partie per i ristoranti Simposium di Cartoceto, Agata e Romeo di Roma, La Peschiera di Monopoli, Il Melograno di Alberobello, del Dom Hotel di Roma, del Marriot Hotel di Doha e dello Sheraton di Tel Aviv. Nel 2018 ha lanciato il canale YouTube Chef Max Mariola.
A fine marzo apre, sempre a Milano, il suo "Bistrot - Max Mariola". Nel dicembre apre ufficialmente la sua Accademy di cucina online.
Il 24 gennaio 2024 ha inaugurato a Milano un ristorante che porta il suo nome: "Max Mariola - Il ristorante". Il 18 aprile 2025, ha aperto un altro locale a Napoli, dal nome "Osteria da Fiorella by Max Mariola", in Via Partenope, sullo splendido lungomare. 

## Vita privata
Dopo aver praticato diversi sport, a quindici anni si concentra sul culturismo. Nel 1997 scopre il triathlon. A seguito di alcune gare sulla distanza “sprint”, partecipa all'Ironman di Klagenfurt. Oggi si dedica esclusivamente alla corsa e alla palestra.
È sposato con Ekaterina da cui nel dicembre 2017 ha avuto il figlio Mario.

## Televisione
- Cucine d'Italia (RaiSat Gambero Rosso Channel, 2001-2009)
- Wine Bar (RaiSat Gambero Rosso Channel, 2002)
- Questo l'ho fatto io con Francesca Romana Barberini (RaiSat Gambero Rosso, 2002-2013)
- Paese che vai (RaiSat Gambero Rosso, 2005)
- Cucina di bordo (RaiSat Gambero Rosso, 2006)
- Under 20 (RaiSat Gambero Rosso, 2006-2009)
- La cucina regionale (RaiSat Gambero Rosso, 2008)
- Lei pesca lui cucina (Gambero Rosso Channel, 2010)
- Una sera all'improvviso (Gambero Rosso Channel, 2012)
- Max cucina l'Italia (Gambero Rosso Channel, 2012-2014)
- I panini li fa Max (Gambero Rosso Channel, 2014-2020)
- Max cucina l'estate (st. 1-2-3, Gambero Rosso Channel, 2018-2019-2020)
- Sfida al panino gourmet (st. 1-2, Gambero Rosso Channel, 2018-2019)
- Sfida alla pizza gourmet (st. 1, Gambero Rosso Channel, 2019)
- Max alla brace (st. 1, Gambero Rosso Channel, 2020)
- Max cucina le feste (Gambero Rosso, 2020)
- Max sfida alle calorie
- Max sfida alle calorie Summer edition (Gambero Rosso, 2021)
- Fuoco (Gambero Rosso, 2023)

## Opere
- Lo chef in tasca. Ricette per l'estate, collana I Robinson - Letture, Bari, Laterza, 2013, ISBN 9788858108369;
- I panini li fa Max, Roma, Gambero Rosso, 2015, ISBN 9788866410782.
- The Sound of Love - 120 ricette, Mondadori, Milano 2023, ISBN 9788804776765.